# FC Porto (handboll)
FC Porto, från staden Porto i Portugal, är fotbollsklubben FC Portos handbollssektion. Klubben kämpar mot främst Sporting CP och ABC Braga om att vara Portugals mest framgångsrika klubb genom tiderna.

## Spelartrupp 2021/22
| MV - 16 Nikola Mitrevski - 32 Sebastian Frandsen - 33 Diogo Rêma V6 - 21 Leonel Fernandes - 23 Diogo Branquinho H6 - 25 António Areia - 29 Miguel Alves M6 - 04 Victor Iturriza - 15 Daymaro Salina - 44 Jesús Hurtado | V9 - 02 Pedro Valdés - 09 Pedro Cruz - 19 Ivan Slišković - 88 Fábio Magalhães M9 - 10 Diogo Oliveira - 14 Rui Silva H9 - 11 Djibril M'Bengue - 24 Diogo Silva |

## Meriter
- Mästare i Liga Portuguesa de Andebol - 24
  - 1953/1954, 1956/1957, 1957/1958, 1958/1959, 1959/1960, 1962/1963, 1963/1964, 1964/1965, 1967/1968, 1998/1999, 2001/2002, 2002/2003, 2003/2004, 2008/2009, 2009/2010, 2010/2011, 2011/2012, 2012/2013, 2013/2014, 2014/2015, 2018/2019, 2020/2021, 2021/2022, 2022/2023

- Vinnare av Portugisiska cupen i handboll - 9
  - 1975/1976, 1976/1977, 1978/1979, 1979/1980, 1993/1994, 2005/2006, 2006/2007, 2018/2019, 2020/2021

- Vinnare av portugisiska ligacupen i handboll - 3
  - 2003/2004, 2004/2005 och 2007/2008

- Vinnare av Portugisiska supercupen i handboll - 8
  - 1994/1995, 1999/2000, 2000/2001, 2002/03, 2009/2010, 2013/2014, 2018/2019, 2020/2021

## Spelare i urval
- Manuel Arezes
- Carlos Resende
- Rui Rocha
- Alvaro Rodrigues
- David Tavares